# Monodontomerus tepedinoi
Monodontomerus tepedinoi är en stekelart som beskrevs av Grissell 2000. Monodontomerus tepedinoi ingår i släktet Monodontomerus och familjen gallglanssteklar. Inga underarter finns listade i Catalogue of Life.